# Маркизский ошейниковый зимородок
Маркизский ошейниковый зимородок, или маркизская альциона (лат. Todiramphus godeffroyi), — вид птиц из семейства зимородковых. Эндемик Французской Полинезии (Маркизские острова). В дикой природе осталось менее 500 птиц. Подвиды не выделяются.

## Облик
Эта птица примерно 22 см в высоту с желтовато-коричневым треугольником на верхней части спины. У неё полностью белое оперение на макушке, мантии, лбу и в центре верхней части спины, а также очень тонкая чёрная линия, проходящая через глаз и вокруг затылка. У неё также бледно-голубая нижняя часть спины, круп, хвост и крылья, а клюв тёмный.

## Образ жизни
Сообщается, что этот вид гнездится на манговых деревьях и в гнилых деревьях Пандаловых. Питается различными насекомыми и мелкими позвоночными, в основном ящерицами.
Его лесная среда обитания страдает от присутствия интродуцированных видов, таких как одичавший домашний бык, лошади, овцы, козы и свиньи. Он также подвергается хищничеству со стороны завезенных виргинского филина, обыкновенной майны и чёрной крысы.